# Lijst van moderne bekende vioolbouwers
Deze lijst van moderne bekende vioolbouwers  bevat namen van bouwers van snaarinstrumenten die in de 20e en 21e eeuw ook buiten hun eigen land bekend zijn.
- Alex Oosten
- Matthieu Besseling
- Fabien Gram
- Roberto Regazzi
- Marco Ternovec
- Masakichi Suzuki
- Pierre Hel
- Vogelsangs Vioolbouw
- Willem Wolthuis (Viocta)
- Joris Wouters
- Carleen Hutchins
- Thomas Meuwissen
- Patrick Van Gucht
- Antoni Jassogne